# Paradioxys
Paradioxys ist eine Gattung aus der Familie der Megachilidae. Diese Bienen sind Kuckucksbienen, d. h. sie leben brutparasitisch bei anderen Bienen.
Es gibt weltweit nur zwei Arten dieser Gattung, die in der Westpalaearktis vorkommen.
Paradioxys-Bienen werden auf Deutsch Zweizahnbienen genannt. Dieser Name wird jedoch auch für Arten der Gattungen Dioxys und Aglaoapis verwendet. Teilweise wird die Gattung Paradioxys auch mit Dioxys synonymisiert, oder als Untergattung von Dioxys betrachtet.

## Merkmale
Paradioxys haben an Kopf und Abdomen schwarze Kutikula, der Hinterleib ist vor allem rot gezeichnet. An den Tergitenden haben sie helle Haarbänder. Das Hinterleibsende ist so spitz wie bei Coelioxys. Paradioxys-Bienen sind 7,5 bis 9 mm lang. Im Vorderflügel sind 2 Cubitalzellen. An den Seiten des Scutellums ist je ein zahnartiger Auswuchs mit einer starken Leiste dazwischen. Kein Pollensammelapparat bei den Weibchen.

## Lebensweise
Die Tiere sind Brutparasiten, die Weibchen besuchen Blüten nur um sich selbst mit Nektar zu versorgen. Sie leben in trockenen Gebieten, z. B. Trockenrasen mit Felsformationen. P. pannonica parasitiert (in Ungarn) an Megachile. Sie fliegt von Juni bis August.

## Systematik
Die Gattung Paradioxys gehört innerhalb der Unterfamilie Megachilinae zur Tribus Dioxyini. Diese Tribus enthält acht Gattungen, darunter Aglaoapis mit 3 Arten, und Dioxys mit 15 Arten. Paradioxys und Dioxys sind sehr nahe verwandt. Die Arten der Dioxyini sind alle Brutparasiten. Im Gegensatz zu den sonstigen Kuckucksbienen ist der Stachel und Stachelapparat der Dioxyini ist weitgehend reduziert. Anthidini und Dioxini sind vermutlich Schwestergruppen.
In der deutschen Bienenliteratur werden die Gattungen Dioxys, Aglaoapis und Paradioxys verschiedentlich nicht unterschieden. Nach Michener unterscheiden sie sich jedoch klar, z. B. im Bau der männlichen Genitalien, des Stachelapparates und des weiblichen Abdomens.

## Arten
- Paradioxys pannonica (= Dioxys pannonica) Pannonische Zweizahnbiene; In Österreich (Burgenland), auch in Ungarn, Slowakei, Bulgarien, Kleinasien bis Israel.[2]
- Paradioxys ruyanensis; Iran[7]